# Passion (2012)
Passion is een Duits-Franse thriller uit 2012 onder regie van Brian De Palma.
De film is een remake van de Franse thriller Crime d'amour (2010) van Alain Corneau.

## Verhaal
Christine Stanford en Isabelle James zijn twee vrouwen in het internationale bedrijfsleven. Christine steelt de spitsvondige ideeën van haar beschermelinge Isabelle. Ze trekt haar steeds verder mee in een machtsspelletje. Wanneer Isabelle echter het bed deelt met een van de minnaars van Christine, leidt dat tot een conflict.

## Rolverdeling
- Rachel McAdams: Christine Stanford
- Noomi Rapace: Isabelle James
- Karoline Herfurth: Dani
- Paul Anderson: Dirk Harriman
- Dominic Raacke: J.J. Koch
- Rainer Bock: Inspecteur Bach
- Benjamin Sadler: Openbare aanklager
- Michael Rotschopf: Advocaat van Isabelle
- Max Urlacher: Rolf
- Jörg Pintsch: Mark
- Trystan Pütter: Eric
- Patrick Heyn: Directeur
- Carlo Castro: Choreograaf
- Melissa Holroyd: Beate
- Ian T. Dickinson: Detective